# Copa das Confederações de Futsal
A Copa das Confederações de Futsal (oficialmente em Inglês, Al-Fateh Futsal Continental Cup) é um torneio internacional de futebol patrocinado pela FIFA, que envolve seis equipes representando as seis confederações que compõem órgão do futebol mundial (UEFA, CAF, CONMEBOL, CONCACAF, AFC e OFC).

## Resultados
| Ano           | Sede        |         | Classificação | Classificação   | Classificação | Classificação |
| Ano           | Sede        | Campeão | Vice          | 3º lugar        | 4º lugar      |               |
| ------------- | ----------- | ------- | ------------- | --------------- | ------------- | ------------- |
| 2009 Detalhes | Trípoli     | Irã     | Uruguai       | Líbia           | Guatemala     |               |
| 2013 Detalhes | Bogotá      | Brasil  | Colômbia      | Chile           | Croácia       |               |
| 2014 Detalhes | Kuwait City |         | Argentina     | República Checa | Brasil        | Itália        |

### Desempenho
| Ordem | País            | Medalha de ouro | Medalha de prata | Medalha de bronze | Total |
| ----- | --------------- | --------------- | ---------------- | ----------------- | ----- |
| 1     | Brasil          | 1               | 0                | 1                 | 2     |
| 2     | Irã             | 1               | 0                | 0                 | 1     |
| 2     | Argentina       | 1               | 0                | 0                 | 1     |
| 3     | Uruguai         | 0               | 1                | 0                 | 1     |
| 3     | Colômbia        | 0               | 1                | 0                 | 1     |
| 3     | República Checa | 0               | 1                | 0                 | 1     |
| 4     | Líbia           | 0               | 0                | 1                 | 1     |
| 4     | Chile           | 0               | 0                | 1                 | 1     |